# Stercorarius
Famille
Genre
Stercorarius est un genre d'oiseaux de mer, le seul de la famille des Stercorariidae (ou Stercorariidés). Ils sont nommés labbes, stercoraires ou sternes. Ce genre est constitué de sept espèces existantes.

## Description

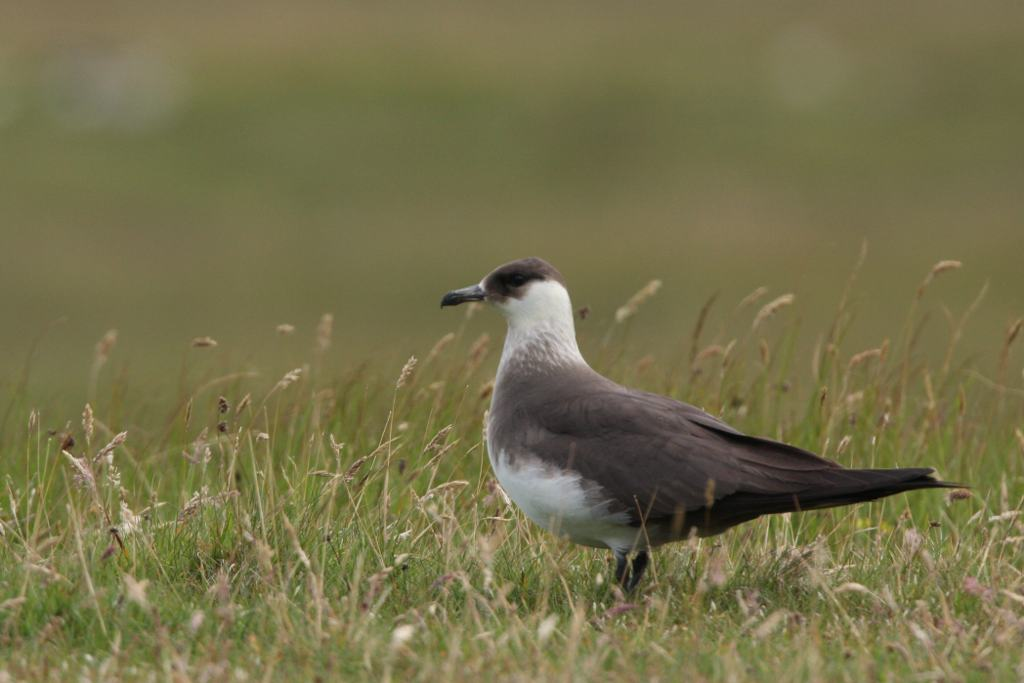
Labbe parasite

Les labbes sont des oiseaux de taille moyenne à grande (de 41 à 64 cm), à l'aspect de goéland, au bec fort et au plumage généralement brun, ou brun et blanc ; ils sont à la fois prédateurs et cleptoparasites.

## Habitats et répartition
Oiseaux cosmopolites, ils se rencontrent dans tous les océans mais surtout aux hautes latitudes. Ils sont principalement maritimes mais habitent la toundra pendant la période de reproduction.
Des individus égarés ont été aperçus au pôle Sud.

## Liste des espèces
D'après la classification de référence (version 14.1, 2024) de l'Union internationale des ornithologues, il y a 7 espèces de Stercorariidae réparties en 1 genre (ordre philogénique) :
- Stercorarius Brisson, 1760 (7 espèces)
  - Stercorarius longicaudus Vieillot, 1819 – Labbe à longue queue ;
  - Stercorarius parasiticus (Linnaeus, 1758) – Labbe parasite ;
  - Stercorarius pomarinus (Temminck, 1815) – Labbe pomarin ;
  - Stercorarius skua (Brünnich, 1764) – Grand Labbe ;
  - Stercorarius chilensis Bonaparte, 1857 – Labbe du Chili ;
  - Stercorarius antarcticus (Lesson, RP, 1831) – Labbe antarctique ;
  - Stercorarius maccormicki Saunders, H, 1893 – Labbe de McCormick.

Le Labbe brun est désormais considéré comme la sous-espèce Stercorarius antarcticus lonnbergi.

## Phylogénie

### Place au sein de l'ordre
Phylogénie des familles de Charadriiformes du sous-ordre Lari, selon Tree of life :
|  | Dromadidae  |
|  |             |
|  | Glareolidae |
|  |             |

|  | Laridae                                                    |
|  |                                                            |
|  | \| \| Alcidae \| \| \| \| \| \| Stercorariidae \| \| \| \| |
|  |                                                            |
|  | Alcidae                                                    |
|  |                                                            |
|  | Stercorariidae                                             |
|  |                                                            |

|  | Alcidae        |
|  |                |
|  | Stercorariidae |
|  |                |

|  | Dromadidae  |
|  |             |
|  | Glareolidae |
|  |             |

|  | Laridae                                                    |
|  |                                                            |
|  | \| \| Alcidae \| \| \| \| \| \| Stercorariidae \| \| \| \| |
|  |                                                            |
|  | Alcidae                                                    |
|  |                                                            |
|  | Stercorariidae                                             |
|  |                                                            |

|  | Alcidae        |
|  |                |
|  | Stercorariidae |
|  |                |

|  | Dromadidae  |
|  |             |
|  | Glareolidae |
|  |             |

|  | Laridae                                                    |
|  |                                                            |
|  | \| \| Alcidae \| \| \| \| \| \| Stercorariidae \| \| \| \| |
|  |                                                            |
|  | Alcidae                                                    |
|  |                                                            |
|  | Stercorariidae                                             |
|  |                                                            |

|  | Alcidae        |
|  |                |
|  | Stercorariidae |
|  |                |

|  | Dromadidae  |
|  |             |
|  | Glareolidae |
|  |             |

|  | Laridae                                                    |
|  |                                                            |
|  | \| \| Alcidae \| \| \| \| \| \| Stercorariidae \| \| \| \| |
|  |                                                            |
|  | Alcidae                                                    |
|  |                                                            |
|  | Stercorariidae                                             |
|  |                                                            |

|  | Alcidae        |
|  |                |
|  | Stercorariidae |
|  |                |